# Berrick Salome
Berrick Salome is een civil parish in het bestuurlijke gebied South Oxfordshire, in het Engelse graafschap Oxfordshire met 326 inwoners.